# 요시카와촌 (오사카부)
요시카와촌(일본어: 吉川村)은 일본 오사카부 노세군·도요노군에 설치되었던 촌이다. 현재의 도요노정에 해당한다.